# ツバメ・イータイムズ
株式会社ツバメ・イータイムズ（英: Tsubame E-Times Co.,Ltd.）は山口県岩国市に本社を置き、電動バイクの設計・開発および電動アシスト自転車の開発・販売などを行っている企業である。
日本のEV関連技術を世界に向けて発信する企業として、ベトナム、マレーシアに海外拠点を置き、社会課題の解決に向けたスマートシティに取り組んでいる。他に中国、韓国、ハワイなどにも置かれた海外拠点を軸に、世界65か国におよぶ販売実績を有する。2023年8月18日、株式会社ツバメ・イータイムから「株式会社ツバメ・イータイムズ」に商号変更。役員にカーコンビニ倶楽部株式会社社長の林成治。

## 概要
コスモ石油勤務を経て山口県岩国市に構える1957年創業のガソリンスタンド「ツバメ石油」の2代目経営者となり、自動車整備業や板金塗装などを事業とするグループ会社の経営にもあたっていた山本朋宏が、電動バイク市場へ参入するための新たな企業「ツバメ・イータイム」として2014年に創業した。国内における消防法の規制緩和によりセルフ式ガソリンスタンドが解禁されて以降、価格競争が激化するなど石油小売業界全体が抱えていた危機を乗り越えるために打ち出した方策であった。
「ガソリンに頼らないビジネスが出来ないか」と考えるようになった山本は、ガソリンスタンドなどを経営する傍らで中古車や電動バイクの販売をしていたところ、2011年の東日本大震災発生後、各地のガソリンスタンドにおいて給油を待つ車で長蛇の列ができていたのを目の当たりにした。この時期に被災地では電動バイクが活用されていたとの伝聞にも確信を持ち、電動バイクに積めるオプションとして災害時の機能に特化した大容量のポータブル電源「災害対応ボックス」の製造を開始している。
着目した電動バイクの利点は日常においても経済性はもとより、音に配慮したい夜明け前の新聞配達や住宅街での通勤などで活躍できる静粛性にもあるため、自治体や金融機関、新聞販売所などへの導入が広がっており、「環境問題が深刻化するなか、電動の乗り物産業は必ず伸びる」とした上で低価格の製品の開発も進める。工程設計については、あくまでベンチャー企業として大企業のようにすべてを一から始めることはせず、他社の既製品の中から選定した部品を調達した上でデザイン考案に特化させた分業制をとっており、開発・設計プロセスにおけるコストダウンの実現へと繋げている。

## 沿革
- 2014年5月 - 本社所在地にて株式会社として設立[1]
- 2014年12月 - 「カーコンビニ倶楽部」と業務提携を開始[1]
- 2016年3月 - 「テラモーターズ」から国内電動バイク事業の譲渡を受ける[1][10]
- 2016年8月 - 100%出資海外現地法人「ツバメ・イータイムベトナム」を設立[11]
- 2018年4月 - 韓国のIT企業「テインアイシーティ」と業務提携[1][12]
- 2018年10月 - ベトナム公安省がEV車両の運用を開始[1]
- 2019年3月 - AAHマレーシアと合弁会社を設立[1]
- 2019年7月 - マレーシア国際産業省自動車局と戦略的提携契約を締結[1]
- 2019年9月 - テラベトナムをM&A[1]
- 2023年8月 - 社名を「株式会社ツバメ・イータイムズ」に変更
- 2024年10月 - 三菱オートリースの協力を得て、業務用電動バイク「M-CREW」を開発

## 主な製品

### 電動バイク
- 業務用電動バイク「M-CREW（エムクルー）」※航続距離国内最長クラス約200km※業務用電動バイクの最新系。
- 【生産終了品】業務用電動バイク「BIZMOⅡ-S （ビズモツーエス）※BIZMOⅡ後継車種。マイナーチェンジモデル。
- 【生産終了品】業務用電動バイク「BIZMO2（ビズモツー）」※業務用[7]。
- 【生産終了品】一般コンシュマー用電動バイク「yuppe２（ユッペツー）」
- 【生産終了品】一般コンシュマー用電動バイク「yuppe（ユッペ）」

### 電動アシスト自転車
- 電動アシスト自転車「2BM（ツービーエム）」※フレーム内に荷物スペースを確保した独創的な電動アシスト自転車
- 電動アシスト自転車「#MIRACLE81」※クラウドファンディング「Makuake」掲載商品。
- 【生産終了品】CHOCO-NORI - クラウドファンディング「Makuake」掲載商品。折りたたみ式。マグネシウム合金一体型フレームを採用[13]。
- 【生産終了品】La Cine - ハンドル折りたたみ可能。フレームの材質にアルミニウム合金を採用。総重量18キログラム[14]。
- 【生産終了品】e-ANBAI - クラウドファンディング「Makuake」掲載商品。折りたたみ式[15]。